# Roberto di Scone
Roberto di Scone (... – 1159) è stato un vescovo cattolico inglese.
Fu un vescovo di Cell Rígmonaid (o Kilrymont, oggi St Andrews). Le precise origini di Roberto sono incerte. Fu un Canonico agostiniano presso il Priorato di St. Osvaldo, a Nostell. Il suo nome francese indica un'origine normanna piuttosto che anglosassone, ma dato che probabilmente nacque alla fine dell'XI secolo, ciò può essere spiegato con l'acculturazione dei suoi genitori.

## Priore di Scone
Roberto fu uno dei più importanti chierici del regno di Re Alessandro I di Scozia (Alaxandair mac Maíl Coluim). Fu eletto primo Priore di Scone, l'ammiraglia dell'Ordine di Sant'Agostino durante il regno di Alessandro. Ciò ebbe luogo presumibilmente intorno al 1114, e Walter Bower ci dice che il nuovo priorato fu inaugurato Thurgot, allora vescovo di Cell Rígmonaid. Dato che Turgot lasciò la Scozia nel 1115, è impossibile che la data sia successiva se si vuol dar credito a Bower. Molti storici hanno respinto questa data, perché la Regola Agostiniana non fu istituita a Nostell fino al 1119, ma come Kenneth Veitch precisa, la data dell'istituzione formale della Regola dice poco sulle reali attività dell'istituto monastico. Inoltre, il 1114 fu l'anno in cui Alessandro era in Inghilterra al servizio del suo superiore, Re Enrico I d'Inghilterra.

## Vescovo di St Andrews
In questo contesto Roberto dovette apparire il naturale candidato al principale vescovado scozzese. Fu probabilmente eletto al soglio vescovile nel 1124. La Cronaca di Melrose ci dice che "nello stesso anno, quattro mesi prima della sua morte, egli [Alessandro] fece in modo che Roberto, priore di Scone, fosse eletto vescovo di St Andrews, ma la sua ordinazione (cioè la sua consacrazione) fu rinviata per un certo tempo". Il rinvio fu certamente dovuto al problema della sottomissione agli arcivescovi di York, che questi ultimi invocavano, ma che i re di Alba rifiutarono di approvare. Roberto però ottenne la consacrazione dalle mani di Thurstan, Arcivescovo di York nel 1127, senza che venisse fatta professione di obbedienza; è possibile che la consacrazione avesse luogo dopo un incontro organizzato nell'estate del 1127 presso la chiesa di San Giovanni a Roxburgh, dove si decise di comune accordo che l'assenza di sottomissione non avrebbe costituito un precedente.

## Roberto e il patronato monastico
I tre decenni di episcopato di Roberto si sarebbero dimostrati tra i più importanti nella storia dell'episcopato. Roberto non mieté probabilmente gli stessi successi che avrebbe mietuto nel promuovere l'Ordine di sant'Agostino in Scozia, ma ciononostante riuscì a portare gli agostiniani a St Andrews per fondare un Priorato Cattedrale nel 1144. È relativamente chiaro che egli fece ciò con la collaborazione di Athelwold, primo priore di St. Oswald, e Vescovo di Carlisle, compagno di convento a Nostell che era a capo della comunità religiosa di Roberto nei giorni che precedettero la partenza del secondo dalla Scozia. Roberto fondò anche due grandi abbazia agostiniane, l'Abbazia di Holyrood e l'abbazia di Cambuskenneth).
Il ruolo di Roberto non fu semplicemente quello di promotore dell'Ordine Agostiniano. Il suo titolo fu quello di Summi (Archi)Episcopi Scotorum, chiamato, nel volgare scozzese del tempo, "Ardepscop Alban", cioè, "Alto Vescovo di Scozia". Egli fu quindi il capo strutturale della chiesa scozzese. Insieme al Vescovo Giovanni di Glasgow, Roberto divenne il capo riformista del clero nel regno riformista di Re Davide I di Scozia. Egli è uno dei più frequenti testimoni degli editti di Re Davide. Diversamente da altri vescovi prebendari, gran parte dei quali nuovi, Roberto fu uno straniero tratto dal mondo non-gaelico, nelle parole di Oram, parte dell'ambiente 'coloniale' che stava emergendo agli inizi del XII secolo". In tale contesto, la differenza tra "colonialismo"  della "riforma" e "colonialismo" religioso e culturale è puramente un fatto di prospettiva. Tuttavia, l'episcopato di Roberto non portò affatto alla distruzione dell'ordine clericale nativo a Cell Rígmonaid. Infatti, molti dei chierici nativi gaelici furono assorbiti nei nuovi ordini, e quelli che non lo furono, continuarono a ricevere il patronato del vescovo. In un caso, il clero dell'abbazia  Céli Dé di San Serfs a Loch Leven ricevette una grossa collezione di libri dal vescovo.

## Ricerca dello status arcivescovile
Intorno al 1151, Re Davide aveva deciso di richiedere un pallium per la diocesi, elevando la sede allo stato arcivescovile e creando un'arcidiocesi abbracciante tutte le sedi scozzesi, comprese le diocesi delle Orkney e delle Isole. Ciò avrebbe reso Roberto il primo arcivescovo scozzese a godere di questo status riconoscouto da Roma. La richiesta fu stimolata dall'arrivo in Scozia dal Legato pontificio John Paparo, diretto in Irlanda per creare quattro nuove diocesi ivi.  Quando il legato arrivò in Scozia nel 1152, Davide gli presentò la richiesta. Tuttavia, non sembra che la proposta venisse mai presentata dal cardinale al Papa, e le ambizioni del Vescovo Roberto e di Re davide vennero ulteriormente frustrate lo stesso anno quando il papato creò la Diocesi di Trondheim (Niðaros), abbracciante sia le Orkney che le Isles.
Per la fine del 1150, il vescovo Roberto viene descritto come "oppresso dall'età e dalle infermità" in una bolla di Papa Adriano IV. Potrebbe essere morto nel 1158, ma più probabilmente morì l'anno dopo.

## Genealogia episcopale
La genealogia episcopale è:
- Papa Callisto II
- Arcivescovo Thurstan
- Vescovo Roberto di Scone